# Colli del Tronto
Colli del Tronto (im lokalen Dialekt: li Cuollë) ist eine italienische Gemeinde (comune) mit 3628 Einwohnern (Stand 31. Dezember 2023) in der Provinz Ascoli Piceno in den Marken. Die Gemeinde liegt etwa 13,5 Kilometer ostnordöstlich von Ascoli Piceno.

## Geschichte
Die Gegend war in der Antike von den Picenern besiedelt. Im Gemeindegebiet findet sich eine große Nekropole mit picenischen, aber auch mit römischen Gräbern.

## Verkehr
Mit der Nachbargemeinde Spinetoli besteht dort ein gemeinsamer Haltepunkt an der Bahnstrecke von Ascoli Piceno nach San Benedetto del Tronto. Die südliche Gemeindegrenze bildet der Raccordo autostradale 11 von Ascoli Piceno zur Adriaküste.

## Persönlichkeiten
- Raniero Cantalamessa (* 1934), katholischer Theologe, Prediger des päpstlichen Hauses und Kardinal